# Amara aulica
Amara aulica là một loài bọ cánh cứng trong chi Amara thuộc họ Carabidae.

## Hình ảnh

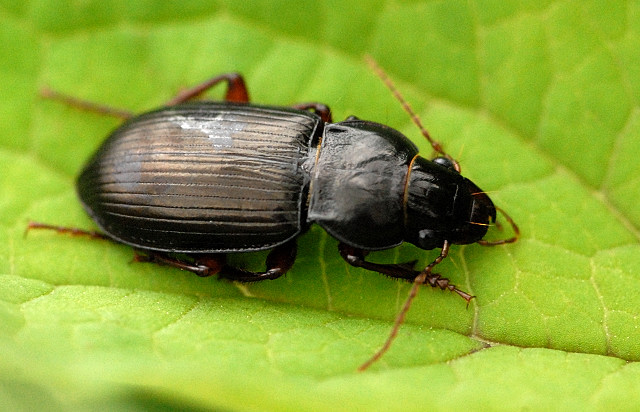
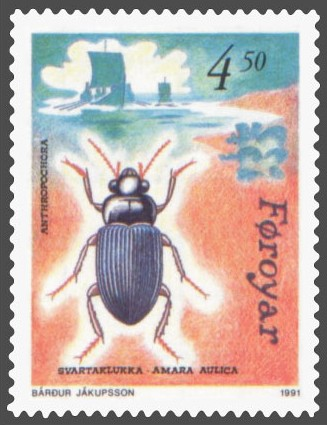
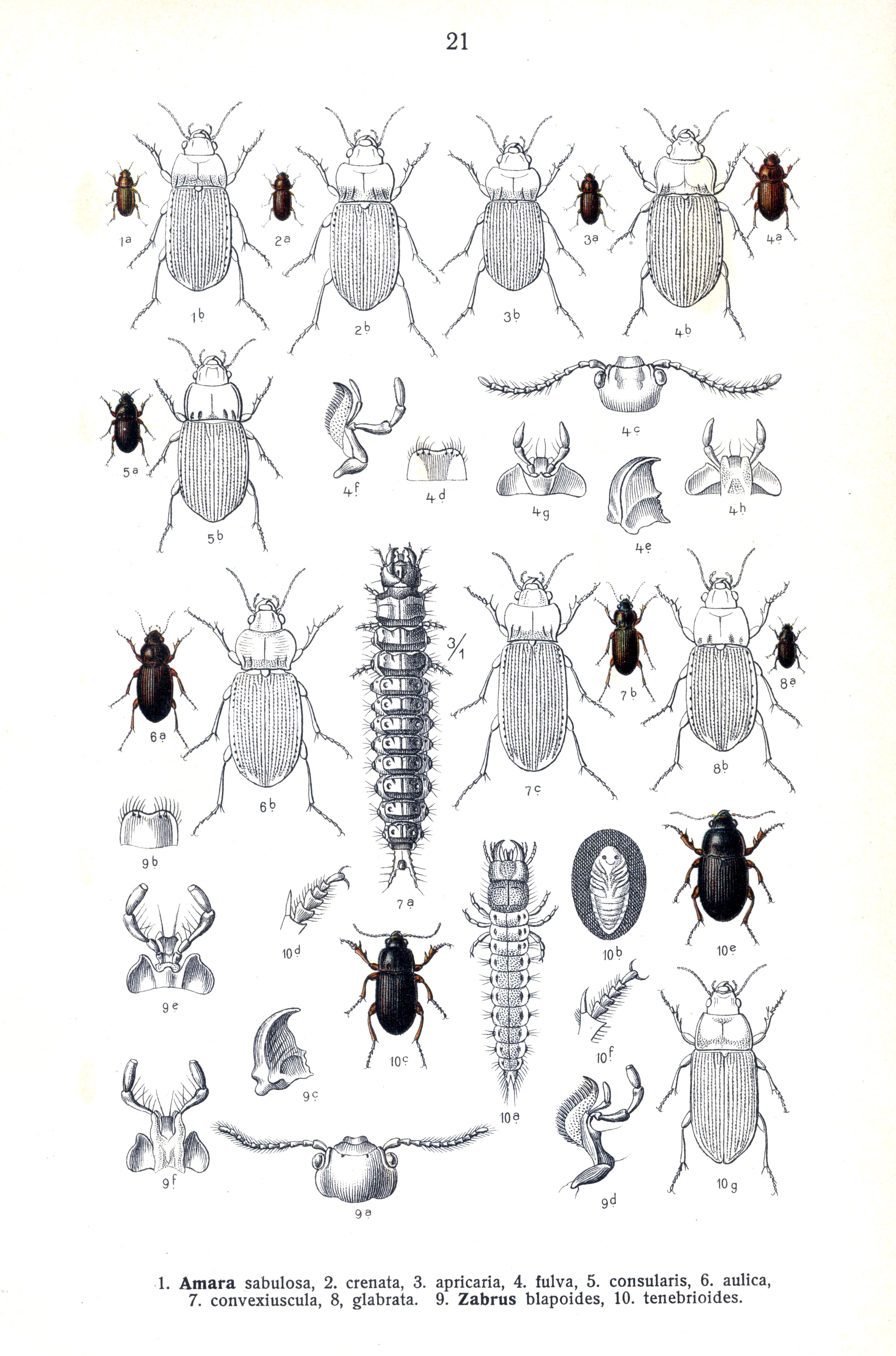
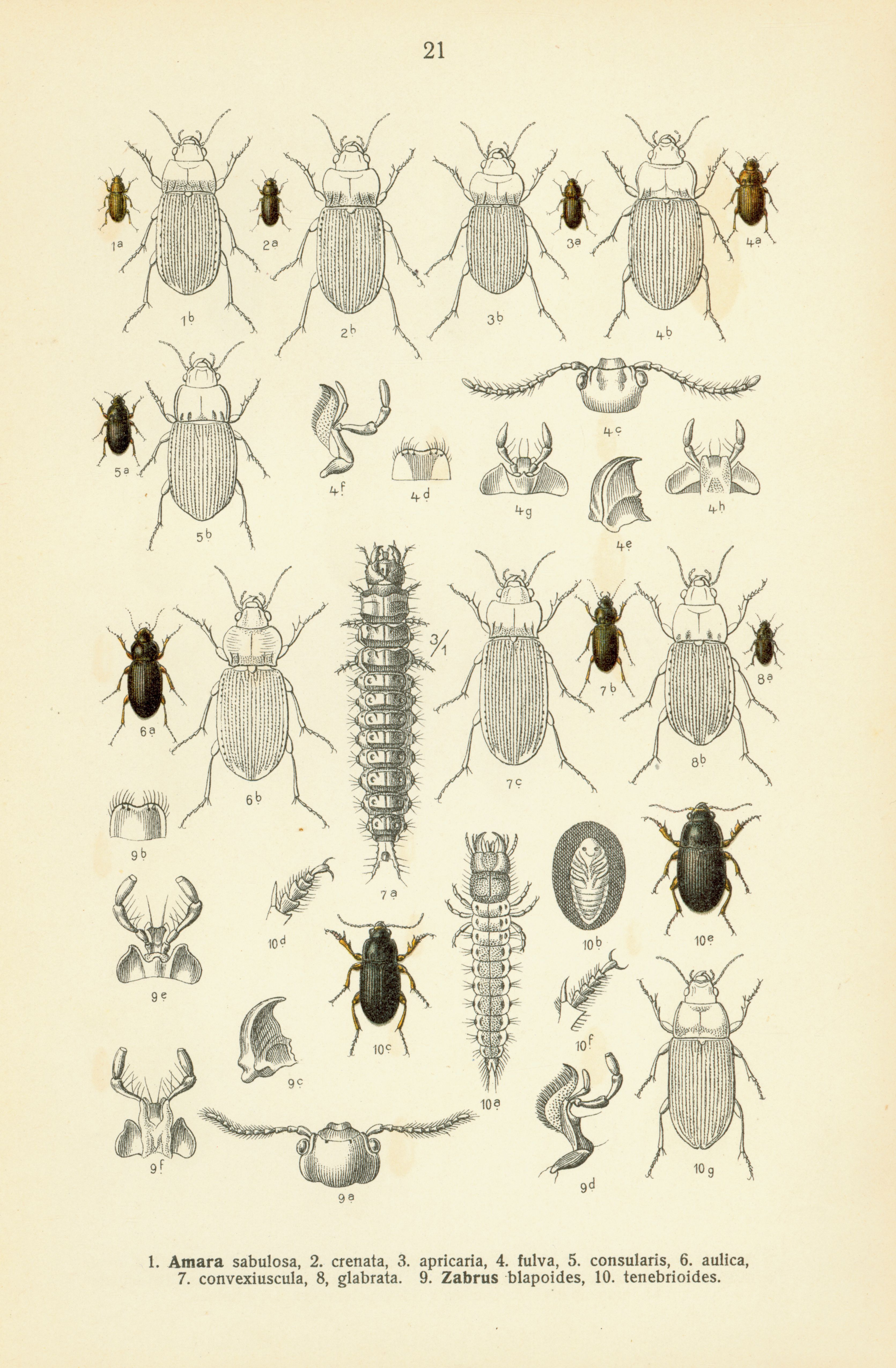